# Edward C. Taylor
Edward Curtis Taylor, Jr. (3 août 1923 - 22 novembre 2017) est un chimiste américain qui a conçu et synthétisé le médicament de chimiothérapie pemetrexed (nom de marque Alimta), un inhibiteur de la biosynthèse des purines, avec le soutien d'une subvention de l'US National Cancer Institute, NIH.

## Biographie
Il est né à Springfield, Massachusetts le 3 août 1923. Il s'inscrit d'abord au Hamilton College, puis est transféré à Cornell et obtient à la fois son BA en 1946, puis son doctorat en 1949, tous deux de l'Université Cornell. Il est boursier postdoctoral Merck de 1949 à 1950 à l'Académie nationale des sciences de Zurich, en Suisse, sous la direction de Lavoslav Ružička. Il est boursier postdoctoral DuPont à l'Université de l'Illinois de 1950 à 1951. Il est professeur "A. Barton Hepburn" de chimie organique, à la faculté de Princeton en 1954 et devient émérite en 1997.
En 2006, Taylor est nommé héros de la chimie par l'American Chemical Society.
Il est décédé le 22 novembre 2017.